# مضيق فيكتوريا

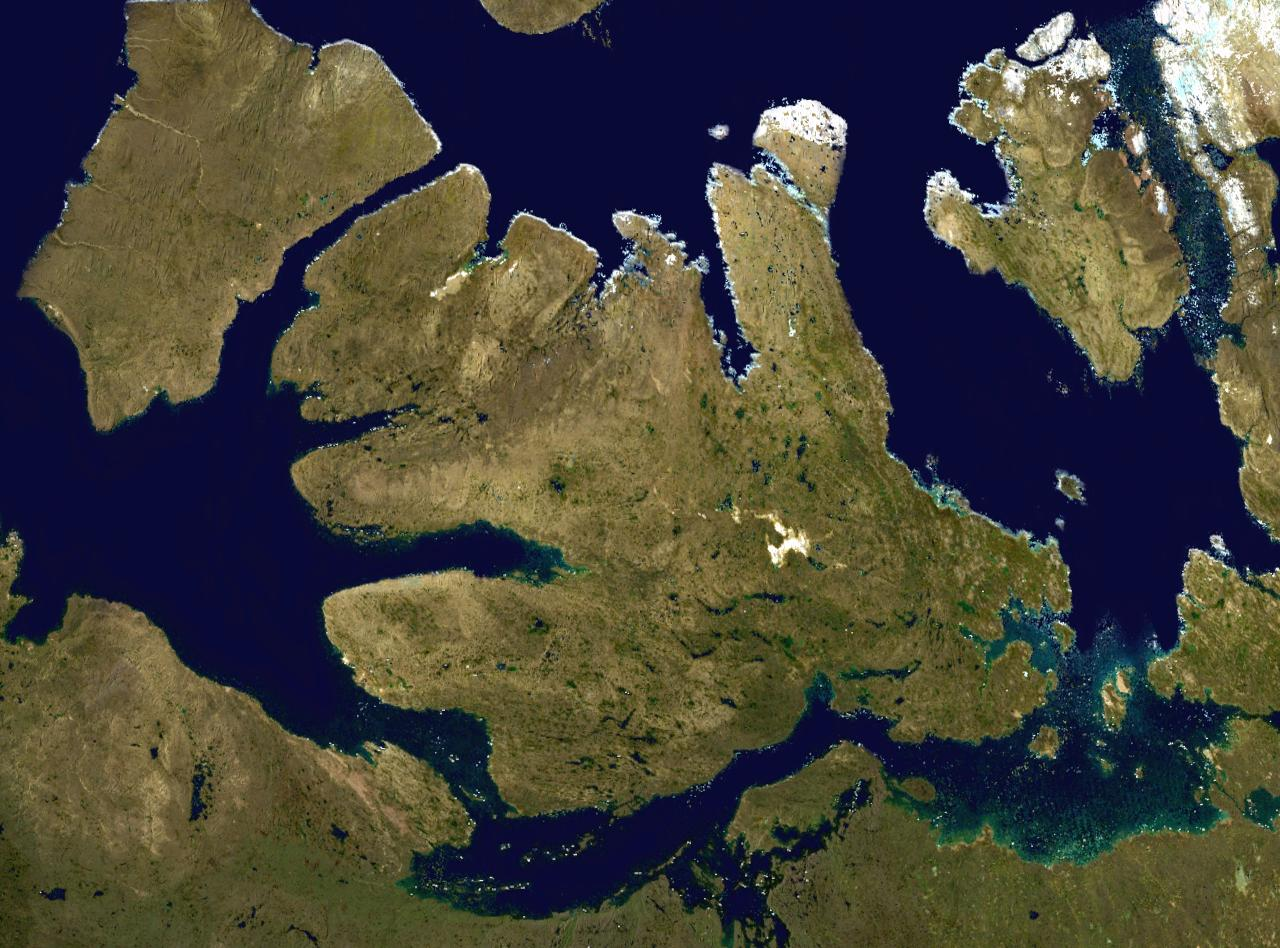
صورة من الأقمار الصناعية عن مضيق فيكتوريا إلى أسفل اليمين فوق الخليج الملكة مود

مضيق فيكتوريا هو المضيق في شمال كندا التي تقع في نونافوت قبالة البر في المحيط المتجمد الشمالي. فمن الوسطاء جزيرة فيكتوريا إلى الغرب والملك وليام جزيرة إلى الشرق. من الشمال الروابط المضيق قناة M'Clintock والصوت لارسن مع الملكة مود الخليج إلى الجنوب. المضيق حوالي 100 ميل (160 كم) لفترة طويلة وفي أي مكان 50-80 ميلا في الساعة (80-129 كم) واسعة.